# 石原健太郎
石原 健太郎（いしはら けんたろう、1937年8月25日 - 2020年7月5日）は、日本の元政治家。位階は従四位。
衆議院議員（3期）、参議院議員（2期）、新自由クラブ国会対策委員長、通商産業政務次官（第1次海部内閣）、参議院選挙制度に関する特別委員会委員長、衆議院国会等の移転に関する特別委員会委員長などを歴任。

## 生い立ち
父石原幹市郎、母石原三起子の長男として生まれる。幼少期は内務官僚だった父とともに東京都、北海道、大阪府、福島県等で過ごした。福島時代には父親が福島県知事を務めている。
慶應義塾大学法学部卒業後は日本勧業銀行に入行するが、1年足らずで退職。北海道大学農学部研修生になり、福島県福島市荒井に入植して酪農業を営んだ。

## 政治家として
河野洋平を代表とする新自由クラブ結成に伴い1977年の第11回参議院議員通常選挙に立候補する。国政初挑戦は資金難により会津事務所、郡山事務所などが閉鎖に追いこまれる厳しい選挙戦を強いられ落選した。再度参議院挑戦を目指したが、河野洋平ら周囲の要請により、衆議院に鞍替えする。衆議院初挑戦は落選だったが、半年後の衆議院ハプニング解散に伴い、三度目の挑戦の末に当選した。衆議院議員を2期務めた。新自由クラブでは国会対策委員長、福島県連代表などを歴任した。3期目を目指した選挙で再び落選。この間、天野光晴、亀岡高夫、粟山明、根本匠、増子輝彦、八百板正、佐藤恒晴、安田純治らなどと、中選挙区制の福島1区（定数4名）で激しい選挙戦を展開した。
再起を期し活動を続けるも新自由クラブ解散（1986年）に伴い無所属となる。1988年、落選中に行われた消費税法案の是非を問う福島県選挙区の補欠選挙に、自民党より候補者として白羽の矢が立ち立候補。当選し、参議院議員となった。石原の当選により、自民党内消費税反対派も了承し消費税法案が成立の運びとなった。補選後半年余りで行われた参議院本選で再び当選。自民党では河本敏夫ひきいる河本派に所属し通産政務次官・選挙制度に関する特別委員会委員長等を歴任。
PKO法案の強行採決に反対し自民党を離党。
参議院議員辞職後に無所属で中選挙区制度最後の衆議院選挙に挑戦するが落選。政権交代後の小選挙区制度最初の衆議院選挙にも挑戦し落選。
自由党より衆議院選挙に再度挑戦するが落選。2001年8月、菅原喜重郎の議員辞職に伴い、同月23日付で繰上当選となる。福島県内において自由党の勢力を伸張させるためにも尽力し、当時参議院議員の戸田邦司、国政立候補経験者の芳賀一太、川田正成らと連携した。2002年5月、国会等の移転に関する特別委員会委員長時代に小泉純一郎の首都機能移転凍結に反対し委員長を辞職した。　　
2003年、民主党と自由党が合併したことにより、次期総選挙には立候補せず、政界から引退した。2度も政党の解散、合併を経験、国政選挙に10度挑戦し5勝5敗であった。
引退後は農業に従事するかたわら、社会福祉法人理事長の要請を受け就任した。
2020年7月5日21時32分、内臓疾患のため死去した。82歳没。死没日付をもって従四位に叙され、旭日中綬章を追贈された。

## 逸話
- 昭和58年の第2次中曽根康弘内閣発足に当たり、自民党と連立を組むことになった新自由クラブは首班指名で中曽根康弘に投票することを合意していたが、山口敏夫が「たまには俺に入れてくれよ」と叩いた冗談を石原は「田川誠一代表に投票しろ」と受け取ってしまった。首班指名での「田川誠一1票」は石原が投じた票である。

## 略歴
- 石原幹市郎・三起子の長男[3]として誕生
- 福島県立福島高等学校を経て、東京都立九段高等学校卒業
- 慶應義塾大学法学部卒業[3]
- 日本勧業銀行入行
- 北海道大学農学部研修生[3]
- 国際農友会ニュージーランド留学
- 有限会社石原農場代表取締役[3]
- 新自由クラブ福島県連代表、衆議院議員2期
- 自由民主党福島県連副会長、参議院議員2期
- 自由党福島県連代表、衆議院議員1期

## 関連人物
- 小宮山泰子－元公設第一秘書。
- 佐藤一好－元公設第一秘書、元福島市議会議長
- 真田広志－元公設第一秘書、元福島市議会議長